# Ngen
Los Ngen son espíritus de la naturaleza presentes en la creencia y mitología mapuche, los cuales mantienen el equilibrio y orden entre ésta y los seres humanos.
Así, el Mapuche interactúa con la naturaleza (Ñuke Mapu) a través de prácticas de Animismo con los Ngen. Siendo esta práctica junto al culto a los antepasados denominados pillanes, y el culto a Ngenechén ("Ser Supremo" de la religión mapuche), los cultos más importantes dentro de la religiosidad Mapuche.

## Concepto de Ngen
En mapudungun, el lexema "ngen" designa genéricamente al dueño de alguna entidad. Al que domina, predomina, manda, gobierna y dispone; pero también al que cuida, protege y resguarda. Se le utiliza por lo general como prefijo antepuesto a otro lexema. Cuando la palabra precede a nombres de cosas o personas, significa su dueño.

## Leyenda

### Origen y función de los Ngen
El origen mítico de los Ngen se remonta a la creación del mundo Mapuche luego de la lucha de los pillanes. Los Ngen fueron generados por el Pu-am (representación del alma universal); quien quiso que los Ngen aseguraran el orden en la Ñuke Mapu, y así impidieran que una vez más se produjera un revuelo tan grande como el ocasionado por la batalla de los pillanes. Así los Ngen fueron destinados al Mapu (tierra) con el fin de preservar la vida y bienestar de la naturaleza silvestre y la interrelación correcta con el pueblo Mapuche. Con esta decisión, Pu-am quiso que cada espíritu cumpliera cada día con su camino y con cuanto el admapu había establecido para ellos. Es así, que al llegar los Ngen al Mapu, estos cumplieron su propósito como espíritus dueños de la naturaleza silvestre; cuya misión es cuidar, proteger, resguardar, controlar y velar por el equilibrio, continuidad, bienestar y preservación de los elementos a su cargo, y no sean afectados negativamente por los Wekufes, y por las malas actitudes del ser humano en contra de la Ñuke Mapu.
Cada Ngen reside en el interior de un elemento o parte de la naturaleza, y puede aparecer en su entorno inmediato. La presencia de la naturaleza virgen en su lugar de residencia es una condición necesaria para su existencia, destino y acción en la tierra mapuche. Los Ngen son seres animados, activos, con caracteres antropomorfos, zoomorfos y fitomorfos, que reciben órdenes solo del Pu-am y del pillán Antu.

## Interacción del ser humano con el Ngen
Los Ngen circunscriben su acción exclusivamente al medio ambiente natural silvestre; y suelen interactuar con los hombres solamente cuando éstos intentan hacer uso del elemento natural a su cargo. En estos casos, como lo indica el Admapu, el hombre mapuche que accede al dominio de un Ngen debe entablar un diálogo respetuoso y afectuoso con él. Primero debe pedir permiso para ingresar a dicho dominio. Para utilizar algún elemento natural cuidado por el Ngen, el Mapuche debe justificar por qué necesita de dicho elemento y cuánto piensa extraer para cubrir sus necesidades inmediatas. Una vez obtenida la cantidad justa debe expresar su agradecimiento al Ngen; y, cuando se interactúa con el ngen fuera del ámbito de la propia reducción, es necesario entregarle un pequeño obsequio cumpliendo así con el principio tradicional de la reciprocidad. Este obsequio suele consistir, alternativamente, en algunas migas de pan, o bien granos de trigo y/o maíz, o alguna pequeña moneda, u cualquier otro obsequio.

## Categorías de Ngen
La entidad o fenómeno específico de la naturaleza silvestre representada por cada ngen define y establece su categorización. Cada categoría de Ngen posee diferencias regionales, infrarregionales y locales; de acuerdo a las características de cada ecosistema y a la importancia relativa asignada por los actores sociales a sus diversos componentes. En cada categoría pueden existir espíritus en particular que reciben nombres específicos.
Categorías:
- Ngenechén: espíritu o deidad que gobierna a los humanos.
- Ngen-mapu: espíritu de la tierra, especialmente de la tierra cultivada.
- Ngen-winkul: espíritu del cerro o volcán.
- Ngen-kütral: espíritu del fuego.
- Ngen-ko: espíritu del agua.
- Ngen-kürüf: espíritu de los vientos.
- Ngen-mawida: espíritu del bosque nativo.
- Ngen-kulliñ: espíritu de los animales.
- Ngen-lawen: espíritu de las hierbas medicinales.
- Ngen-kura: espíritu de las piedras.
- Ngen-rëpü: espíritu del camino tropero trazado por la naturaleza o las pisadas de animales silvestres.